# 第37回東京国際映画祭
第37回東京国際映画祭（だい37かいとうきょうこくさいえいがさい、37th Tokyo International Film Festival）は、2024年（令和6年）10月28日（月）から11月6日（水）までの10日間に渡って東京都内で開催された37回目の東京国際映画祭。香港の俳優であるトニー・レオンがコンペティション部門の審査委員長を務めた。最高賞の東京グランプリは吉田大八監督の日本映画『敵』が受賞した。自国である日本映画が受賞するのは第18回の『雪に願うこと』以来19年ぶり、3回目である。

## 概要
今回は前回に引き続き「東京から映画の可能性を発信し、多様な世界との交流に貢献する。」というミッション(理念)を掲げ、「世界との交流」、「未来の人材育成」、「女性への視座」をポイントとして映画祭が行われた。上映会場は日比谷・有楽町・丸の内・銀座エリアをメイン会場とし、複数の劇場及び施設・ホールを使用して実施した。
初日に行われるオープニングセレモニーは前回にひきつづき東京宝塚劇場、クロージングセレモニーは前回にひきつづきTOHOシネマズ日比谷のスクリーン12にて行われた。また、初日のレッドカーペットや屋外上映のイベントなどでは東京ミッドタウン日比谷の日比谷ステップ広場にて開催される。オープニング作品は白石和彌監督による『十一人の賊軍』、クロージング作品は第77回カンヌ国際映画祭に出品され、審査委員の一人であるキアラ・マストロヤンニ主演のクリストフ・オノレ監督による『マルチェロ・ミオ』が上映された。また、2024年の東京国際映画祭において最も存在感を放ち、当年の映画シーンを象徴する1本として『グラディエーターII 英雄を呼ぶ声』のアジアン・プレミア上映が行われ、本作のためだけに特別枠・センターピース作品として上映された。
今回から東京都と連携し女性監督の作品、あるいは女性の活躍をテーマとする作品に焦点をあてたウィメンズ・エンパワーメント部門を新設した。
黒澤明監督の業績を長く後世に伝え、新たな才能を世に送り出していきたいとの願いから世界の映画界に貢献した映画人、そして映画界の未来を託していきたい映画人に贈られる黒澤明賞は山田洋次、奈良橋陽子、川本三郎、市山尚三の4名の選考委員による選考の結果、『ケイコ 目を澄ませて』、『夜明けのすべて』が国際的に高い評価を受け、これから大変期待をおける監督として三宅唱と1980年代の台湾ニューシネマの伝統を現代に引き継ぐ監督であり、2024年公開の『本日公休』において庶民の生活を暖かい目線で描いた手法を高く評価されたフー・ティエンユーの2名が受賞し、開催期間中の11月5日に帝国ホテルにて授賞式が開催され、それぞれに授与した。
特別功労賞にはサラエボに映画学校を創設するなどして、後進の育成に取り組み、今年の2月には福島県で行ったワークショップを行い、今回、そこで制作された映画の上映とトークイベントが行われるハンガリーの映画監督タル・ベーラが受賞した。なお、賞の受賞を受けて、タル・ベーラ監督は来日予定だったが、都合により会期中の29日に急遽中止となることが発表された。

## 経緯
2024年
- 3月11日、開催日が発表された。
- 4月25日、7月8日までコンペティション部門とアジアの未来部門の作品エントリーの受付を開始した。
- 6月17日、トニー・レオンの審査委員長就任が発表された。
- 8月2日、コンペティション部門の審査委員が発表された。
- 8月29日、ウィメンズ・エンパワーメント部門の新設と入江悠特集の開催が発表された。
- 9月5日、菊地凛子のナビゲーター就任とコシノジュンコがビジュアル監修を務めた映画祭のポスタービジュアルが発表された。
- 9月7日、サーチライト・ピクチャーズ設立30周年企画の開催が発表された。
- 9月12日、オープニング作品・クロージング作品が発表された。
- 9月20日、フェスティバルソングにHibikiによる「Desire」の使用が決定し、曲を使用した予告編が解禁した。
- 9月24日、齊藤工のエシカル・フィルム賞審査委員長就任が発表された。
- 9月24日、黒澤明賞に三宅唱監督とフー・ティエンユー監督に決定したことを発表した。
- 9月25日、ラインナップ記者発表会見が行われた。
- 9月25日、29日まで『十一人の賊軍』、『オラン・イカン』、『外道の歌』のチケットの抽選販売が行われた。
- 10月11日、『グラディエーターII 英雄を呼ぶ声』がセンターピース作品として緊急上映されることが発表された。
- 10月19日、チケットの一般販売が開始された。
- 10月21日、特別功労賞にタル・ベーラが受賞することを発表した。
- 10月24日、日比谷ステップ広場・日比谷仲通り、東京宝塚劇場にてレッドカーペット&オープニングセレモニーが行われた。
- 11月6日、TOHOシネマズ日比谷にてクロージングセレモニーが行われた。

## 上映作品
ワールド・プレミアは世界初上映、インターナショナル・プレミアは製作国以外で初上映、アジアン・プレミアはアジアにて初上映、ジャパン・プレミアは日本初上映、*はエシカル・フィルム賞の対象作となったことを意味する。

### コンペティション
2024年1月以降に完成した長編映画を対象に、110の国と地域から2,023本の応募作品の中から、選出された15本の作品を上映し、国際的な映画人で構成される審査委員のもと、クロージングセレモニーで各賞が決定される。
| 上映題 （劇場公開題・DVD題）           | 英語題 （原題）                                                    | 監督                         | 製作国                           | 備考                                                  | 出典                                            |
| -------------------------------------- | ------------------------------------------------------------------ | ---------------------------- | -------------------------------- | ----------------------------------------------------- | ----------------------------------------------- |
| アディオス・アミーゴ                   | Adios Amigo                                                        | イバン・D・ガオナ            | コロンビア                       | アジアン・プレミア上映                                | [ 上映 1 ] [ レポ 1 ]                           |
| 小さな私                               | Big World (小小的我)                                               | ヤン・リーナー               | 中国                             | ワールド・プレミア上映                                | [ 上映 2 ] [ レポ 2 ] [ レポ 3 ]                |
| 死体を埋めろ                           | Bury Your Dead (Enterre Seus Mortos)                               | マルコ・ドゥトラ             | ブラジル                         | アジアン・プレミア上映                                | [ 上映 3 ] [ レポ 4 ] [ レポ 5 ]                |
| 士官候補生                             | Cadet (Кадет)                                                      | アディルハン・イェルジャノフ | カザフスタン                     | ワールド・プレミア上映                                | [ 上映 4 ] [ レポ 6 ] [ レポ 7 ]                |
| 娘の娘                                 | Daughter's Daughter (女兒的女兒)                                   | ホアン・シー                 | 台湾                             | アジアン・プレミア上映                                | [ 上映 5 ] [ レポ 8 ] [ レポ 9 ]                |
| 英国人の手紙                           | The Englishman's Papers (Os Papéis do Inglês)                      | セルジオ・グラシアーノ       | ポーランド                       | ワールド・プレミア上映 協力:ポルトガル大使館 文化部   | [ 上映 6 ] [ レポ 10 ] [ レポ 11 ]              |
| 彼のイメージ                           | In His Own Image (À Son Image)                                     | ティエリー・ド・ペレッティ   | フランス                         | アジアン・プレミア上映                                | [ 上映 7 ] [ レポ 12 ] [ レポ 13 ]              |
| 雨の中の慾情                           | Lust in the Rain (雨の中の慾情)                                    | 片山慎三                     | 日本 台湾                        | ワールド・プレミア上映 2024年11月29日に日本で劇場公開 | [ 上映 8 ] [ レポ 14 ]                          |
| わが友アンドレ                         | My Friend An Delie (我的朋友安德烈)                                | ドン・ズージェン             | 中国                             | ワールド・プレミア上映                                | [ 上映 9 ] [ レポ 15 ] [ レポ 16 ]              |
| お父さん                               | Papa (爸爸)                                                        | フィリップ・ユン             | 香港                             | ワールド・プレミア上映                                | [ 上映 10 ] [ レポ 17 ] [ レポ 18 ]             |
| 大丈夫と約束して                       | Promise, I'll Be Fine (Hore je nebo, v doline som ja)              | カタリナ・グラマトヴァ       | スロバキア · チェコ              | ワールド・プレミア上映                                | [ 上映 11 ] [ レポ 19 ] [ レポ 20 ]             |
| 今日の空が一番好き、とまだ言えない僕は | She Taught Me Serendipity (今日の空が一番好き、とまだ言えない僕は) | 大九明子                     | 日本                             | ワールド・プレミア上映 2025年4月25日に日本で劇場公開  | [ 上映 12 ] [ レポ 21 ]                         |
| 敵                                     | Teki Cometh (敵)                                                   | 吉田大八                     | 日本                             | ワールド・プレミア上映 2025年1月17日に日本で劇場公開  | [ 上映 13 ] [ レポ 22 ]                         |
| トラフィック                           | Traffic (Reostat)                                                  | テオドラ・アナ・ミハイ       | ルーマニア · ベルギー · オランダ | アジアン・プレミア上映                                | [ 上映 14 ] [ レポ 23 ] [ レポ 24 ]             |
| チャオ・イェンの思い                   | The Unseen Sister (乔妍的心事)                                     | ミディ・ジー                 | 中国                             | インターナショナル・プレミア上映                      | [ 上映 15 ] [ レポ 25 ] [ レポ 26 ] [ レポ 27 ] |

### アジアの未来
長編3本目までのアジアのフレッシュな作品をを世界に先駆けて上映するアジア・コンペティション部門。すべてワールド・プレミア上映の10作品を上映し、最優秀作品には「アジアの未来 作品賞」を決定する。
| 上映題 （劇場公開題・DVD題）             | 英語題 （原題）                                                | 監督                              | 製作国                                                  | 備考                                                 | 出典                    |
| ---------------------------------------- | -------------------------------------------------------------- | --------------------------------- | ------------------------------------------------------- | ---------------------------------------------------- | ----------------------- |
| 昼のアポロン 夜のアテネ (わたしは異邦人) | Apollon by Day Athena by Night (Gündüz Apollon Gece Athena)    | エミネ・ユルドゥルム              | トルコ                                                  | ワールド・プレミア上映 2025年8月23日に日本で劇場公開 | [ 上映 16 ] [ レポ 28 ] |
| 黒の牛                                   | Black Ox (黒の牛)                                              | 蔦哲一朗                          | 日本 台湾 アメリカ合衆国                                | ワールド・プレミア上映 2026年1月23日に日本で劇場公開 | [ 上映 17 ] [ レポ 29 ] |
| 冷たい風                                 | The Bora (Sardbad)                                             | モハッマド・エスマイリ            | イラン                                                  | ワールド・プレミア上映                               | [ 上映 18 ] [ レポ 30 ] |
| ミッシング・チャイルド・ビデオテープ     | Missing Child Videotape (ミッシング・チャイルド・ビデオテープ) | 近藤亮太                          | 日本                                                    | ワールド・プレミア上映 2025年1月17日に日本で劇場公開 | [ 上映 19 ] [ レポ 31 ] |
| 幼な子のためのパヴァーヌ                 | Pavane for an Infant (搖籃凡世)                                | チャン・ジーアン                  | マレーシア                                              | ワールド・プレミア上映                               | [ 上映 20 ] [ レポ 32 ] |
| シマの唄                                 | Sima's Song                                                    | ロヤ・サダト                      | スペイン オランダ フランス 台湾 ギリシャ アフガニスタン | ワールド・プレミア上映                               | [ 上映 21 ]             |
| 三匹の去勢された山羊                     | Three Castrated Goats (三个羯子)                               | イエ・シンユー                    | アメリカ合衆国                                          | ワールド・プレミア上映                               | [ 上映 22 ]             |
| 赦されぬ罪                               | Valley of the Shadow of Death (不赦之罪)                       | ジェフリー・ラム アントニオ・タム | 香港                                                    | ワールド・プレミア上映                               | [ 上映 23 ]             |
| 海で泳げない鯨                           | The Vessel's Isle (不游海水的鲸)                               | ワン・ディー                      | アメリカ合衆国                                          | ワールド・プレミア上映                               | [ 上映 24 ]             |
| 春が来るまで                             | Wait Until Spring (Ta Bahar Sabr Kon)                          | アシュカン・アシュカニ            | イラン                                                  | ワールド・プレミア上映                               | [ 上映 25 ]             |

### ガラ・セレクション
今年の世界の国際映画祭で話題になった作品、国際的に知られる巨匠の最新作、本国で大ヒットした娯楽映画など、日本公開前の最新作を13本プレミア上映する。なお、本項目では13本に加えて、オープニング作品、クロージング作品、センターピース作品、特別上映を明記する。
| 上映題 （劇場公開題・DVD題）               | 英語題 （原題）                                      | 監督                     | 製作国                                  | 備考                                                                     | 出典                                |
| ------------------------------------------ | ---------------------------------------------------- | ------------------------ | --------------------------------------- | ------------------------------------------------------------------------ | ----------------------------------- |
| 十一人の賊軍                               | 11 Rebels (十一人の賊軍)                             | 白石和彌                 | 日本                                    | オープニング作品 ワールド・プレミア上映 2024年11月1日に日本で劇場公開    | [ 上映 26 ] [ レポ 33 ]             |
| マルチェロ・ミオ                           | Marcello Mio                                         | クリストフ・オノレ       | フランス イタリア                       | クロージング作品 ジャパン・プレミア上映                                  | [ 上映 27 ]                         |
| グラディエーターII 英雄を呼ぶ声            | Gladiator II                                         | リドリー・スコット       | アメリカ合衆国                          | センターピース作品 アジアン・プレミア上映 2024年11月15日に日本で劇場公開 | [ 上映 28 ] [ レポ 34 ] [ レポ 35 ] |
| ブラックドッグ                             | Black Dog (狗阵)                                     | グァン・フー             | 中国                                    | ジャパン・プレミア上映 2025年9月19日に日本で劇場公開                     | [ 上映 29 ]                         |
| エマニュエル                               | Emmanuelle                                           | オードレイ・ディヴァン   | フランス                                | アジアン・プレミア上映 2025年1月10日に日本で劇場公開                     | [ 上映 30 ] [ レポ 36 ]             |
| リュミエール!リュミエール!                 | Lumière! The Adventure Continues                     | ティエリー・フレモー     | フランス                                | ジャパン・プレミア上映 2024年11月22日に日本で劇場公開                    | [ 上映 31 ]                         |
| ナイトビッチ                               | Nightbitch                                           | マリエル・ヘラー         | アメリカ合衆国                          | アジアン・プレミア上映 2025年1月24日にDisney+で配信                      | [ 上映 32 ]                         |
| オラン・イカン                             | Orang Ikan                                           | マイク・ウィルアン       | シンガポール インドネシア 日本 イギリス | ワールド・プレミア上映                                                   | [ 上映 33 ] [ レポ 37 ]             |
| リアル・ペイン〜心の旅〜                   | A Real Pain                                          | ジェシー・アイゼンバーグ | アメリカ合衆国 ポーランド               | ジャパン・プレミア上映 2025年1月31日に日本で劇場公開                     | [ 上映 34 ]                         |
| ルート29                                   | Route29 (ルート29)                                   | 森井勇佑                 | 日本                                    | 2024年11月8日に日本で劇場公開                                            | [ 上映 35 ] [ レポ 38 ]             |
| 雪の花 -ともに在りて-                      | Snowflowers: Seeds of Hope (雪の花 -ともに在りて-)   | 小泉堯史                 | 日本                                    | ワールド・プレミア上映 2025年1月24日に日本で劇場公開                     | [ 上映 36 ] [ レポ 39 ]             |
| 劇映画 孤独のグルメ                        | The Solitary Gourmet (劇映画 孤独のグルメ)           | 松重豊                   | 日本                                    | ジャパン・プレミア上映 2025年1月10日に日本で劇場公開                     | [ 上映 37 ] [ レポ 40 ]             |
| Spirit World (原題) (スピリット・ワールド) | Spirit World                                         | エリック・クー           | 日本 シンガポール フランス              | ジャパン・プレミア上映 2025年10月31日に日本で劇場公開                    | [ 上映 38 ] [ レポ 41 ]             |
| サンセット・サンライズ                     | Sunset Sunrise (サンセット・サンライズ)              | 岸善幸                   | 日本                                    | ワールド・プレミア上映 2025年1月17日に日本で劇場公開                     | [ 上映 39 ] [ レポ 42 ]             |
| トワイライト・ウォリアーズ 決戦!九龍城砦   | Twilight of the Warriors: Walled In (九龍城寨之圍城) | ソイ・チェン             | 香港                                    | ジャパン・プレミア上映 2025年1月17日に日本で劇場公開                     | [ 上映 40 ]                         |
| ホワイトバード はじまりのワンダー          | White Bird                                           | マーク・フォースター     | アメリカ合衆国                          | 2024年12月6日に日本で劇場公開                                            | [ 上映 41 ] [ レポ 43 ]             |

#### 特別上映
| 上映題 （劇場公開題・DVD題）            | 英語題 （原題）                           | 監督                          | 製作国                      | 備考 | 出典                    |
| --------------------------------------- | ----------------------------------------- | ----------------------------- | --------------------------- | --- | ----------------------- |
| 対外秘                                  | The Devil's Deal (대외비)                 | イ・ウォンテ                  | 韓国                        | ジャパン・プレミア上映 2024年11月15日に日本で劇場公開                                                               | [ 上映 42 ] [ レポ 44 ] |
| 千里江山図                              | A Tapestry of a Legendary Land (只此青绿) | ジョウ・リーヤー ハン・ジェン | 中国                        | ジャパン・プレミア上映                                                                                              | [ 上映 43 ]             |
| 不思議の国のシドニ                      | Sidonie in Japan                          | エリーズ・ジラール            | フランス ドイツ スイス 日本 | 2024年12月13日に日本で劇場公開                                                                                      | [ 上映 44 ] [ レポ 45 ] |
| クリスマスはすぐそこに                  | An Almost Christmas Story                 | デヴィッド・ロウリー          | アメリカ合衆国              | アジアン・プレミア上映 事前申し込み制の入場無料 2024年11月15日にDisney+で配信                                       | [ 上映 45 ] [ レポ 46 ] |
| ヴェノム                                | Venom                                     | ルーベン・フライシャー        | アメリカ合衆国              | 2018年の作品 コロンビア・ピクチャーズ100周年記念 『ヴェノム』ドルビーシネマ版 日本初上映 協力: Dolby Japan 株式会社 | [ 上映 46 ]             |
| ヴェノム:レット・ゼア・ビー・カーネイジ | Venom: Let There Be Carnage               | アンディ・サーキス            | アメリカ合衆国              | 2021年の作品 コロンビア・ピクチャーズ100周年記念 『ヴェノム』ドルビーシネマ版 日本初上映 協力: Dolby Japan 株式会社 | [ 上映 47 ]             |

### ワールド・フォーカス
多彩な特集上映とともに現在の世界の映画界の潮流を示す作品を上映する。
| 上映題 （劇場公開題・DVD題）                                   | 英語題 （原題）                                                                  | 監督                              | 製作国                                   | 備考 | 出典                    |
| -------------------------------------------------------------- | -------------------------------------------------------------------------------- | --------------------------------- | ---------------------------------------- | --- | ----------------------- |
| ボーガンクロック                                               | Bogancloch                                                                       | ベン・リヴァース                  | イギリス ドイツ アイスランド             | ジャパン・プレミア上映 第77回ロカルノ国際映画祭コンペティション部門出品                                                 | [ 上映 48 ]             |
| ダホメ *                                                       | Dahomey                                                                          | マティ・ディオップ                | ベナン セネガル フランス                 | ジャパン・プレミア上映 第74回ベルリン国際映画祭金熊賞受賞作品                                                           | [ 上映 49 ]             |
| ダイレクト・アクション *                                       | Direct Action                                                                    | ギヨーム・カイヨー ベン・ラッセル | ドイツ フランス                          | ジャパン・プレミア上映 第74回ベルリン国際映画祭エンカウンターズ部門最優秀作品賞・ドキュメンタリー賞審査員特別賞受賞作品 | [ 上映 50 ]             |
| ファイヤ―・オブ・ウィンド                                      | Fire of Wind (Fogo do Vento)                                                     | マルタ・マテウス                  | ポルトガル スイス フランス               | 第77回ロカルノ国際映画祭コンペティション部門出品                                                                        | [ 上映 51 ]             |
| スウェーデン・テレビ放送に見るイスラエル・パレスチナ 1958-1989 | Israel Palestine on Swedish TV 1958-1989[Israel Palestina på svensk tv 1958-1989 | ヨーラン・ヒューゴ・オルソン      | スウェーデン · フィンランド · デンマーク | ジャパン・プレミア上映 第81回ヴェネツィア国際映画祭アウト・オブ・コンペティション部門出品                               | [ 上映 52 ]             |
| ラスト・ダンス                                                 | The Last Dance (破．地獄)                                                        | アンセルム・チャン                | 香港                                     | ジャパン・プレミア上映                                                                                                  | [ 上映 53 ] [ レポ 47 ] |
| 陽光倶楽部                                                     | Mostly Sunny (阳光俱乐部)                                                        | ウェイ・シュージュン              | 中国                                     | インターナショナル・プレミア上映 第26回上海国際映画祭コンペティション部門出品                                           | [ 上映 54 ] [ レポ 48 ] |
| ファントスミア                                                 | Phantosmia                                                                       | ラヴ・ディアス                    | フィリピン                               | ジャパン・プレミア上映 第81回ヴェネツィア国際映画祭アウト・オブ・コンペティション部門出品                               | [ 上映 55 ]             |
| 怒りの河                                                       | A River Without Tears (怒江)                                                     | リウ・ジュエン                    | 中国                                     | インターナショナル・プレミア上映 第8回平遥国際映画祭 オープニング作品                                                   | [ 上映 56 ]             |

#### 第21回ラテンビート映画祭 IN TIFF
第32回から6年連続となる「ラテンビート映画祭」とのコラボレーションで、スペインや中南米の秀作も上映する。
| 上映題 （劇場公開題・DVD題） | 英語題 （原題）                            | 監督                                           | 製作国                                                           | 備考                                                                                                  | 出典                    |
| ---------------------------- | ------------------------------------------ | ---------------------------------------------- | ---------------------------------------------------------------- | --- | ----------------------- |
| 孤独の午後                   | Afternoons of Solitude (Tardes de soledad) | アルベルト・セラ                               | スペイン フランス ポーランド                                     | アジアン・プレミア上映 第72回サン・セバスティアン国際映画祭コンペティション部門出品                   | [ 上映 57 ]             |
| チェイン・リアクションズ     | Chain Reactions                            | アレクサンドル・O・フィリップ                  | アメリカ合衆国                                                   | アジアン・プレミア上映 第81回ヴェネツィア国際映画祭クラシック部門最優秀ドキュメンタリー映画賞受賞作品 | [ 上映 58 ]             |
| キル・ザ・ジョッキー         | Kill the Jockey (El Jockey)                | ルイス・オルテガ                               | アルゼンチン · スペイン · アメリカ合衆国 · メキシコ · デンマーク | ジャパン・プレミア上映 第81回ヴェネツィア国際映画祭コンペティション部門出品                           | [ 上映 59 ]             |
| ペペ                         | Pepe                                       | ネルソン・カルロ・デ・ロス・サントス・アリアス | ドミニカ共和国 ナミビア ドイツ フランス                          | ジャパン・プレミア上映 第74回ベルリン国際映画祭銀熊賞受賞作品                                         | [ 上映 60 ]             |
| ザ・ルーム・ネクスト・ドア   | The Room Next Door                         | ペドロ・アルモドバル                           | スペイン                                                         | ジャパン・プレミア上映 第81回ヴェネツィア国際映画祭金獅子賞受賞作品 2025年1月31日に日本で劇場公開     | [ 上映 61 ]             |
| 叫び                         | The Wailing (El llanto)                    | ペドロ・マーティン＝カレロ                     | スペイン フランス アルゼンチン                                   | ジャパン・プレミア上映 第72回サン・セバスティアン国際映画祭コンペティション部門出品                   | [ 上映 62 ] [ レポ 49 ] |

#### メキシコの巨匠 アルトゥーロ・リプステイン特集
メキシコのアカデミー賞であるアリエル賞を9回受賞し、"インディペンデント映画のゴッドファーザー"として知られ、ダークでスローペースな作風で孤独を探求するメキシコの巨匠 アルトゥーロ・リプステインの特集上映。
協力:メキシコ国立映画センター/在日メキシコ大使館
| 上映題 （劇場公開題・DVD題）      | 英語題 （原題）                                                         | 監督                       | 製作国   | 製作年 | 備考                   | 出典        |
| --------------------------------- | ----------------------------------------------------------------------- | -------------------------- | -------- | ------ | ---------------------- | ----------- |
| 純潔の城                          | The Castle of Purity (El castillo de la pureza)                         | アルトゥーロ・リプステイン | メキシコ | 1973   | ジャパン・プレミア上映 | [ 上映 63 ] |
| 聖なる儀式                        | The Holy Inquisition (El santo oficio)                                  | アルトゥーロ・リプステイン | メキシコ | 1974   | ジャパン・プレミア上映 | [ 上映 64 ] |
| 境界なき土地                      | The Place Without Limits                                                | アルトゥーロ・リプステイン | メキシコ | 1978   |                        | [ 上映 65 ] |
| 深紅の愛 (ディレクターズカット版) | Deep Crimson (Director's Cut) (Profundo carmesí (Versión del director)) | アルトゥーロ・リプステイン | メキシコ | 1996   | ジャパン・プレミア上映 | [ 上映 66 ] |
| 嘆きの通り                        | Bleak Street (La calle de la amargura)                                  | アルトゥーロ・リプステイン | メキシコ | 2015   | ジャパン・プレミア上映 | [ 上映 67 ] |

#### 「日伊映画共同製作協定」発効記念上映
日本・イタリア両国の映画製作団体間の交流や両国間の映画共同製作が拡大するとともに、共同製作映画を通じた両国国民の相互理解の促進を目的とした「日伊映画共同製作協定」が発効されたことを記念とし、ナンニ・モレッティ監督や生誕100周年となるマルチェロ・マストロヤンニの特集上映が行われた。

##### ナンニ・モレッティ監督特集
| 上映題 （劇場公開題・DVD題） | 英語題 （原題）                            | 監督               | 製作国            | 製作年 | 備考                           | 出典        |
| ---------------------------- | ------------------------------------------ | ------------------ | ----------------- | ------ | ------------------------------ | ----------- |
| チネチッタで会いましょう     | A Brighter Tomorrow (Il sol dell'avvenire) | ナンニ・モレッティ | イタリア フランス | 2023   | 2024年11月22日に日本で劇場公開 | [ 上映 68 ] |
| 親愛なる日記 レストア版      | Dear Diary (Caro diario)                   | ナンニ・モレッティ | イタリア フランス | 1993   |                                | [ 上映 69 ] |
| 赤いシュート                 | Red Lob (Palombella rossa)                 | ナンニ・モレッティ | イタリア フランス | 1989   |                                | [ 上映 70 ] |

##### 生誕100周年 マルチェロ・マストロヤンニ特集
| 上映題 （劇場公開題・DVD題） | 英語題 （原題）             | 監督                     | 製作国            | 製作年 | 備考 | 出典        |
| ---------------------------- | --------------------------- | ------------------------ | ----------------- | ------ | ---- | ----------- |
| 甘い生活                     | La dolce vita               | フェデリコ・フェリーニ   | イタリア          | 1960   |      | [ 上映 71 ] |
| 8 1/2                        | 8 1/2 (Otto e mezzo)        | フェデリコ・フェリーニ   | イタリア フランス | 1963   |      | [ 上映 72 ] |
| 異邦人                       | The Stranger (Lo Straniero) | ルキノ・ヴィスコンティ   | イタリア フランス | 1967   |      | [ 上映 73 ] |
| ひまわり                     | Sunflower (I Girasoli)      | ヴィットリオ・デ・シーカ | イタリア          | 1970   |      | [ 上映 74 ] |
| エンリコ四世                 | Henry IV (Enrico IV)        | マルコ・ベロッキオ       | イタリア          | 1984   |      | [ 上映 75 ] |

### Nippon Cinema Now
日本映画の新作を対象に、特に海外に紹介されるべき日本映画という観点から選考された作品を上映する部門。
| 上映題                         | 英語題            | 監督           | 製作国                          | 備考                                                  | 出典                    |
| ------------------------------ | ----------------- | -------------- | ------------------------------- | ----------------------------------------------------- | ----------------------- |
| アイヌプリ                     | Ainu Puri         | 福永壮志       | 日本 アメリカ合衆国             | ジャパン・プレミア上映 2024年12月14日に日本で劇場公開 | [ 上映 76 ] [ レポ 50 ] |
| あるいは、ユートピア           | Or Utopia         | 金允洙         | 日本                            | ワールド・プレミア上映 2024年11月16日に日本で劇場公開 | [ 上映 77 ] [ レポ 51 ] |
| Underground アンダーグラウンド | Underground       | 小田香         | 日本                            | ジャパン・プレミア上映 2025年3月1日に日本で劇場公開   | [ 上映 78 ] [ レポ 52 ] |
| くまをまつ                     | The Bear Wait     | 滝野弘仁       | 日本                            | ワールド・プレミア上映 2025年6月7日に日本で劇場公開   | [ 上映 79 ] [ レポ 53 ] |
| 雲ゆくままに                   | Ashes (灰燼)      | ヤン・リーピン | 日本                            |                                                       | [ 上映 80 ] [ レポ 54 ] |
| 港に灯がともる                 | The Harbor Lights | 安達もじり     | 日本                            | ワールド・プレミア上映 2025年1月17日に日本で劇場公開  | [ 上映 81 ] [ レポ 55 ] |
| レイブンズ                     | Ravens            | マーク・ギル   | フランス 日本 スペイン ベルギー | アジアン・プレミア上映 2025年3月28日に日本で劇場公開  | [ 上映 82 ] [ レポ 56 ] |

#### 監督特集:入江悠
2009年の自主制作による『SR サイタマノラッパー』が大きな話題を呼び、以降ジャンルの垣根を越えた形で振り幅の大きい野心作を次々と撮り続けており、本年に公開された『あんのこと』も話題となった入江悠監督の作品作品5本を特集上映。
| 上映題 （劇場公開題・DVD題）                         | 英語題                          | 監督   | 製作国 | 製作年 | 備考 | 出典                    |
| ---------------------------------------------------- | ------------------------------- | ------ | ------ | ------ | ---- | ----------------------- |
| SR サイタマノラッパー                                | 8000 Miles: SR Saitama's Rapper | 入江悠 | 日本   | 2008   |      | [ 上映 83 ] [ レポ 57 ] |
| SR サイタマノラッパー2 女子ラッパー☆傷だらけのライム | 8000 Miles 2: Girls Rapper      | 入江悠 | 日本   | 2010   |      | [ 上映 84 ] [ レポ 58 ] |
| SRサイタマノラッパー ロードサイドの逃亡者            | Roadside Fugitive               | 入江悠 | 日本   | 2012   |      | [ 上映 85 ] [ レポ 59 ] |
| 太陽                                                 | The Sun                         | 入江悠 | 日本   | 2016   |      | [ 上映 86 ] [ レポ 60 ] |
| あんのこと                                           | A Girl Named Ann                | 入江悠 | 日本   | 2024   |      | [ 上映 87 ] [ レポ 61 ] |

### アニメーション
国内の最新作と海外での話題作12作品を上映することに加え、レトロスペクティブとして「宇宙戦艦ヤマト」放送開始50周年を記念した劇場版の4K上映を行い、アニメーション関連のシンポジウムが3つ開催された。
| 上映題                                                         | 英語題 （原題）                                                                    | 監督                             | 製作国                         | 備考 | 出典                    |
| -------------------------------------------------------------- | ---------------------------------------------------------------------------------- | -------------------------------- | ------------------------------ | --- | ----------------------- |
| きみの色                                                       | The Colors Within (きみの色)                                                       | 山田尚子                         | 日本                           | 2024年8月31日に日本で劇場公開                                                                               | [ 上映 88 ] [ レポ 62 ] |
| 数分間のエールを                                               | A Few Moments of Cheers (数分間のエールを)                                         | ぽぷりか                         | 日本                           | 2024年6月14日に日本で劇場公開                                                                               | [ 上映 89 ] [ レポ 63 ] |
| Flow *                                                         | Flow (Straume)                                                                     | ギンツ・ジルバロディス           | ラトビア · フランス · ベルギー | ジャパン・プレミア上映 2025年3月14日に日本で劇場公開                                                        | [ 上映 90 ] [ レポ 64 ] |
| 化け猫あんずちゃん                                             | Ghost Cat Anzu (Anzu, chat-fantôme)                                                | 久野遥子 山下敦弘                | 日本 フランス                  | 2024年7月19日に日本で劇場公開                                                                               | [ 上映 91 ] [ レポ 65 ] |
| ギル                                                           | Gill (아가미)                                                                      | アン・ジェフン                   | 韓国                           | ジャパン・プレミア上映                                                                                      | [ 上映 92 ] [ レポ 66 ] |
| クラユカバ                                                     | Kurayukaba (クラユカバ)                                                            | 塚原重義                         | 日本                           | 2024年4月12日に日本で劇場公開                                                                               | [ 上映 93 ] [ レポ 67 ] |
| ルックバック                                                   | Look Back (ルックバック)                                                           | 押山清高                         | 日本                           | 2024年6月28日に日本で劇場公開                                                                               | [ 上映 94 ] [ レポ 68 ] |
| メイクアガール                                                 | Make a Girl (メイクアガール)                                                       | 安田現象                         | 日本                           | ジャパン・プレミア上映 2025年1月31日に日本で劇場公開                                                        | [ 上映 95 ] [ レポ 69 ] |
| メモワール・オブ・ア・スネイル (原題) (かたつむりのメモワール) | Memoir of a Snail                                                                  | アダム・エリオット               | オーストラリア                 | ジャパン・プレミア上映 2025年6月27日に日本で劇場公開 第48回アヌシー国際アニメーション映画祭クリスタル賞受賞 | [ 上映 96 ] [ レポ 70 ] |
| オリビアと雲                                                   | Olivia & the Clouds (Olivia & Las Nubes)                                           | トーマス・ピカルド＝エスピラット | ドミニカ共和国                 | アジアン・プレミア上映 協力:インスティトゥト・セルバンテス東京                                              | [ 上映 97 ] [ レポ 71 ] |
| 映画『窓ぎわのトットちゃん』                                   | Totto-chan the Movie: The Little Girl at the Window (映画『窓ぎわのトットちゃん』) | 八鍬新之介                       | 日本                           | 2023年12月8日に日本で劇場公開                                                                               | [ 上映 98 ] [ レポ 72 ] |
| 野生の島のロズ                                                 | The Wild Robot                                                                     | クリス・サンダース               | アメリカ合衆国                 | ジャパン・プレミア上映 2025年2月7日に日本で劇場公開                                                         | [ 上映 99 ] [ レポ 73 ] |

#### 『宇宙戦艦ヤマト』50周年記念上映
| 上映題                             | 英語題                  | 監督     | 製作国 | 製作年 | 備考 | 出典                     |
| ---------------------------------- | ----------------------- | -------- | ------ | ------ | ---- | ------------------------ |
| 宇宙戦艦ヤマト 劇場版 4Kリマスター | Space Battleship Yamato | 舛田利雄 | 日本   | 1977   |      | [ 上映 100 ] [ レポ 74 ] |

#### アニメ・シンポジウム
| イベント題                     | 英語題                                                   | 登壇者                                                                                                  | 備考                     | 出典                     |
| ------------------------------ | -------------------------------------------------------- | --- | ------------------------ | ------------------------ |
| アニメーション監督への道       | The Road to Becoming an Animation Director               | ギンツ・ジルバロディス アン・ジェフン トーマス・ピカルド＝エスピラット 吉浦康裕 (モデレーター) 藤津亮太 | 事前申し込み制の入場無料 | [ 上映 101 ] [ レポ 75 ] |
| 日本アニメの新世代             | The New Era of Japanese Animation                        | ぽぷりか 塚原重義 安田現象 (モデレーター) 藤津亮太                                                      | 事前申し込み制の入場無料 | [ 上映 102 ] [ レポ 76 ] |
| 「宇宙戦艦ヤマト」の歴史的意味 | The Historical Significance of "Space Battleship Yamato" | 氷川竜介 (モデレーター) 藤津亮太                                                                        | 事前申し込み制の入場無料 | [ 上映 103 ] [ レポ 77 ] |

### 日本映画クラシックス
生誕100周年の増村保造監督や没後10年の高倉健の特集上映、公開から45年を迎えた『あゝ野麦峠』と公開から70年を迎えた『ゴジラ』の4Kデジタルリマスター版が上映された。
| 上映題                            | 英語題                                 | 監督       | 製作国 | 製作年 | 備考                   | 出典                                 |
| --------------------------------- | -------------------------------------- | ---------- | ------ | ------ | ---------------------- | ------------------------------------ |
| あゝ野麦峠 4Kデジタルリマスター版 | Nomugi Pass Digitally Remastered in 4K | 山本薩夫   | 日本   | 1979   | ワールド・プレミア上映 | [ 上映 104 ] [ レポ 78 ]             |
| ゴジラ 4Kデジタルリマスター版     | Godzilla Digitally Remastered in 4K    | 本多猪四郎 | 日本   | 1954   | ジャパン・プレミア上映 | [ 上映 105 ] [ レポ 79 ] [ レポ 80 ] |

#### 生誕100周年 増村保造特集
| 上映題                        | 英語題                                | 監督     | 製作国 | 製作年 | 備考                   | 出典         |
| ----------------------------- | ------------------------------------- | -------- | ------ | ------ | ---------------------- | ------------ |
| 陸軍中野学校 4Kデジタル修復版 | Nakano Spy School 4K Digital Remaster | 増村保造 | 日本   | 1966   | ジャパン・プレミア上映 | [ 上映 106 ] |
| 赤い天使 4Kデジタル修復版     | The Red Angel 4K Digital Remaster     | 増村保造 | 日本   | 1966   |                        | [ 上映 107 ] |
| 清作の妻                      | The Wife of Seisaku                   | 増村保造 | 日本   | 1965   |                        | [ 上映 108 ] |

#### 没後10年 高倉健特集
| 上映題       | 英語題               | 監督       | 製作国 | 製作年 | 備考 | 出典         |
| ------------ | -------------------- | ---------- | ------ | ------ | ---- | ------------ |
| 狼と豚と人間 | Wolves, Pigs And Men | 深作欣二   | 日本   | 1964   |      | [ 上映 109 ] |
| 日本俠客伝   | Japanese Yakuza      | マキノ雅弘 | 日本   | 1964   |      | [ 上映 110 ] |
| 網走番外地   | Abashiri Prison      | 石井輝男   | 日本   | 1965   |      | [ 上映 111 ] |

### ユース
少年少女に映画の素晴らしさを体験してもらう部門で、「TIFFティーンズ映画教室」は西川美和監督を特別講師に招き、中学生たちが限られた時間の中で映画を作り、その成果をスクリーンで発表する。「TIFFチルドレン」はサイレント映画の名作を第31回（2018年）より続いている声優としても活躍している弁士の山崎バニラによる大正琴やピアノの弾き語り活弁を行うパフォーマンス付きでお届けし、「TIFFティーンズ」は国際映画祭で評価された作品の中から高校生世代に刺激を受けてもらいたい秀作を上映する。

#### TIFFティーンズ
| 上映題 （劇場公開題・DVD題） | 英語題 （原題） | 監督 | 製作国          | 備考 | 出典                     |
| --- | --- | --- | --------------- | --- | ------------------------ |
| スターターピストル | She Sat There Like All Ordinary Ones (开始的枪) | チュー・ヨウジャ | 中国            | ジャパン・プレミア上映 | [ 上映 112 ]             |
| 煙突の中の雀 | The Sparrow in the Chimney (Der Spatz im Kamin) | ラモン・チュルヒャー                                                                                                 | スイス          | ジャパン・プレミア上映 | [ 上映 113 ]             |
| フー・バイ・ファイヤー | Who by Fire (Comme Le Feu) | フィリップ・ルサージュ                                                                                               | カナダ フランス | ジャパン・プレミア上映 協力: Telefilm Canada、ケベック州政府在日事務所                                                            | [ 上映 114 ]             |
| TIFFティーンズ映画教室2024 - 『×× (ばつばつ) プロジェクト』（14分） - 『あなたの夢は美しい』（10分） - 『編集後記』（9分） - 『映画が生まれるとき～TIFFティーンズ映画教室2024～』（41分） | TIFF 2024: Teens Meet Cinema - XX Project - Your Dream is Beautiful - The Words Write Themselves - "When a Film is Born" Making of TIFF 2024: Teens Meet Cinema | 赤チーム 青チーム 黄チーム                                                                                           | 日本            | ワールド・プレミア上映 共催: 東京都/大田区/公益財団法人大田区文化振興協会 企画運営: 一般社団法人こども映画教室 特別講師: 西川美和 | [ 上映 115 ] [ レポ 81 ] |
| TIFF映画教育国際シンポジウム2024《世界のこどもたちが映画を待っている～社会課題と向き合う映画教育～》 - 参考作品上映 (登壇者に関する映画・映像作品の上映 - こども映画教室20年の軌跡と今後の展望 - アリシア・ベガの教えと現在 (いま) 〜ラテン・アメリカにおける芸術教育の現状〜 - シネマ・アン・クルスの20年～居場所としての映画〜 - フィルムラボ・パレスチナの活動における映画教育の重要性 - パネルディスカッション「社会課題と映画教育の可能性」 | TIFF International Symposium on Film Education 2024《The World's Children Waiting for Cinema: Film Education and Social Issues》                                | (登壇者) セバスティアン・リフォ・バルデベニト ライア・コレル・アパリシオ ハンナ・アタッラー 土肥悦子 (司会) 冨田美香 |                 | 事前申し込み制の入場無料 共催: 東京都/国立映画アーカイブ 企画・運営: 一般社団法人こども映画教室                                   | [ 上映 116 ]             |

#### TIFFチルドレン
| 上映題 （劇場公開題・DVD題） | 英語題 （原題） | 監督                                         | 製作国              | 備考                                                       | 出典         |
| --- | --- | -------------------------------------------- | ------------------- | ---------------------------------------------------------- | ------------ |
| 山崎バニラの活弁小絵巻 2024 - 『三公と蛸～百万両珍騒動』（1933年/16分） - 『床屋のココさん』（1925年/6分） - 『弗箱シーモン』（1926年/43分） | Special Voice Performance by Yamazaki Vanilla - Sankou to Tako: Hyakumannryou Tinsodo - The Ko-Ko the Barber - Stop, Look and Listen | 村田安司 デイヴ・フライシャー ラリー・シモン | 日本 アメリカ合衆国 | 山崎バニラによる大正琴やピアノの弾き語り活弁をする上映付き | [ 上映 117 ] |

### TIFFシリーズ
TV放映、インターネット配信などを目的に製作されたシリーズものの秀作を日本国内での公開に先駆け、スクリーンで上映する部門。
| 上映題 （劇場公開題・DVD題）                          | 英語題 （原題）                                                                                               | 監督                                                                           | 製作国            | 備考                                                                                             | 出典                                  |
| ----------------------------------------------------- | --- | ------------------------------------------------------------------------------ | ----------------- | ------------------------------------------------------------------------------------------------ | ------------------------------------- |
| 外道の歌                                              | The Dogs of Karma (外道の歌)                                                                                  | 白石晃士                                                                       | 日本              | ワールド・プレミア上映 第1・2話（計87分）を上映 2024年12月6日よりDMM TVにて配信                  | [ 上映 118 ] [ レポ 82 ]              |
| 新年                                                  | The New Years (Los años nuevos)                                                                               | ロドリゴ・ソロゴイェン サンドラ・ロメロ ダビド・マルティン・デ・ロス・サントス | スペイン          | アジアン・プレミア上映 エピソード1 - 5（計222分）を上映                                          | [ 上映 119 ]                          |
| Scénarios & Exposé du film annonce du film "Scénario" | Scénarios & Exposé du film annonce du film "Scénario" (Scénarios & Exposé du film annonce du film "Scénario") | ジャン＝リュック・ゴダール                                                     | フランス 日本     | TIFFシリーズ特別上映 アジアン・プレミア上映                                                      | [ 上映 120 ] [ レポ 83 ]              |
| ディスクレーマー 夏の沈黙                             | Disclaimer | アルフォンソ・キュアロン                                                       | イギリス イタリア | チャプター1 - 4（計182分）、チャプター5 - 7（計148分）を上映 2024年10月11日よりApple TV+にて配信 | [ 上映 121 ] [ 上映 122 ] [ レポ 84 ] |

### ウィメンズ・エンパワーメント
今回から新設された女性監督の作品、あるいは女性の活躍をテーマとする作品に焦点をあてた部門。ドイツから香港、テヘランから近未来的日本まで、女性の複雑な諸相を描いた女性監督による作品を取り上げ、女性のアイデンティティやたくましさ、変容に光をあてた作品群によって世界中の女性の多様性と強さを称えた。
| 上映題 | 英語題 （原題） | 監督 | 製作国                                    | 備考                                                                                    | 出典                     |
| --- | --- | --- | ----------------------------------------- | --------------------------------------------------------------------------------------- | ------------------------ |
| 徒花-ADABANA- | Adabana (徒花-ADABANA-) | 甲斐さやか | 日本                                      | 2024年10月18日に日本で劇場公開                                                          | [ 上映 123 ] [ レポ 85 ] |
| 10セカンズ | In Ten Seconds (On Saniye) | ジェイラン・オズギュン・オズチェリキ | トルコ                                    | インターナショナル・プレミア上映                                                        | [ 上映 124 ]             |
| イヴォ | Ivo | エヴァ・トロビッシュ | ドイツ                                    | ジャパン・プレミア上映                                                                  | [ 上映 125 ]             |
| マイデゴル | Maydegol | サルヴェナズ・アラムベイギ | イラン ドイツ フランス                    | アジアン・プレミア上映                                                                  | [ 上映 126 ]             |
| 灼熱の体の記憶 | Memories of a Burning Body (Memorias de un cuerpo que arde) | アントネラ・スダサッシ・フルニス | Template:COS スペイン                     | ジャパン・プレミア上映                                                                  | [ 上映 127 ]             |
| 母性のモンタージュ | Montages of a Modern Motherhood (虎毒不) | オリヴァー・チャン | 香港                                      | ジャパン・プレミア上映                                                                  | [ 上映 128 ]             |
| 私の好きなケーキ | My Favourite Cake (Keyke Mahboobe Man) | マリヤム・モガッダム ベタシュ・サナイハ | イラン · フランス · スウェーデン · ドイツ | ジャパン・プレミア上映                                                                  | [ 上映 129 ]             |
| 劇場版ドクターX | Doctor-X the Movie (劇場版ドクターX) | 田村直己 | 日本                                      | 特別上映 ワールド・プレミア上映 2024年12月6日に日本で劇場公開                           | [ 上映 130 ] [ レポ 86 ] |
| ウィメンズ・エンパワーメント シンポジウム:女性監督は歩き続ける /『映画をつくる女性たち』上映 - ウィメンズ・エンパワーメント シンポジウム:女性監督は歩き続ける - 『映画をつくる女性たち』（2004年/103分、監督:熊谷博子） | Symposium on Women's Empowerment: Women Directors Keep Paving the Way - Symposium on Women's Empowerment: Women Directors Keep Paving the Way - Women Make Films – The Tokyo International Women's Film Festival | (登壇者) 熊谷博子、浜野佐知、松井久子、山﨑博子、佐藤嗣麻子、西川美和、岨手由貴子、ふくだももこ、金子由里奈、甲斐さやか、ウィメンズ・エンパワーメント部門の女性監督たち、アンドリヤナ・ツヴェトコビッチ、森宗厚子、児玉美月 ほか |                                           | 事前申し込み制の入場無料 主催: 東京都、共催: 公益財団法人ユニジャパン、企画: 近藤香南子 | [ 上映 131 ] [ レポ 87 ] |

### サーチライト・ピクチャーズ設立30周年企画
1994年の設立以来、5度のアカデミー賞作品賞受賞作品を送り出してきたサーチライト・ピクチャーズが2024年で設立30周年を迎えたのを記念して、サーチライト・ピクチャーズが生み出してきた200本を超える作品の中から代表作6作品を特別上映した。
| 上映題                       | 英語題                   | 監督                                      | 製作国                              | 製作年 | 備考                                                                               | 出典         |
| ---------------------------- | ------------------------ | ----------------------------------------- | ----------------------------------- | ------ | ---------------------------------------------------------------------------------- | ------------ |
| リトル・ミス・サンシャイン   | Little Miss Sunshine     | ジョナサン・デイトン ヴァレリー・ファリス | アメリカ合衆国                      | 2006   | 第19回東京国際映画祭コンペティション部門最優秀監督賞、最優秀女優賞、観客賞受賞作品 | [ 上映 132 ] |
| (500)日のサマー              | (500) Days of Summer     | マーク・ウェブ                            | アメリカ合衆国                      | 2009   |                                                                                    | [ 上映 133 ] |
| グランド・ブダペスト・ホテル | The Grand Budapest Hotel | ウェス・アンダーソン                      | アメリカ合衆国 ドイツ               | 2014   |                                                                                    | [ 上映 134 ] |
| シェイプ・オブ・ウォーター   | The Shape of Water       | ギレルモ・デル・トロ                      | アメリカ合衆国 メキシコ             | 2017   | 第30回東京国際映画祭 特別招待作品                                                  | [ 上映 135 ] |
| 犬ヶ島                       | Isle of Dogs             | ウェス・アンダーソン                      | イギリス ドイツ 日本 アメリカ合衆国 | 2018   |                                                                                    | [ 上映 136 ] |
| ジョジョ・ラビット           | Jojo Rabbit              | タイカ・ワイティティ                      | ニュージーランド アメリカ合衆国     | 2019   | 第32回東京国際映画祭 特別招待作品                                                  | [ 上映 137 ] |

### 黒澤明の愛した映画
黒澤明監督の業績を長く後世に伝え、新たな才能を世に送り出すために世界の映画界に貢献した映画人や映画界の未来を託していきたい映画人に贈られる黒澤明賞の授与に伴い、世界のクロサワが愛した名作5本を上映する特集上映。
共催: CAPCOM
| 上映題                          | 英語題                                           | 監督                       | 製作国                | 製作年 | 備考 | 出典         |
| ------------------------------- | ------------------------------------------------ | -------------------------- | --------------------- | ------ | ---- | ------------ |
| 独裁者                          | The Great Dictator                               | チャールズ・チャップリン   | アメリカ合衆国        | 1940   |      | [ 上映 138 ] |
| 勝手にしやがれ                  | Breathless (A Bout de Souffle)                   | ジャン＝リュック・ゴダール | フランス              | 1960   |      | [ 上映 139 ] |
| ノスタルジア 4K修復版           | Nostalghia                                       | アンドレイ・タルコフスキー | イタリア ソビエト連邦 | 1983   |      | [ 上映 140 ] |
| 童年往事 時の流れ               | The Time to Live, and the Time to Die (童年往事) | ホウ・シャオシェン         | 台湾                  | 1985   |      | [ 上映 141 ] |
| 七人の侍 4Kデジタルリマスター版 | Seven Samurai Digitally Remastered in 4K         | 黒澤明                     | 日本                  | 1954   |      | [ 上映 142 ] |

### 東京国際映画祭 屋外上映会2024
東京ミッドタウン日比谷の日比谷ステップ広場における屋外上映会では「コロンビア・ピクチャーズ100周年特集」と「宇宙戦艦ヤマト50周年特集」のほか、ふたつの大ヒットシリーズ『ミッション:インポッシブル』と『ワイルド・スピード』の第1作と最新作が上映された。
共催:東京都 協賛:東京ミッドタウンマネジメント株式会社、一般社団法人日比谷エリアマネジメント
| 上映題                                              | 英語題                                                                      | 監督                       | 製作国              | 製作年 | 備考                                                         | 出典         |
| --------------------------------------------------- | --------------------------------------------------------------------------- | -------------------------- | ------------------- | ------ | ------------------------------------------------------------ | ------------ |
| ミッション:インポッシブル/デッドレコニング PART ONE | Mission: Impossible - Dead Reckoning - Part One                             | クリストファー・マッカリー | アメリカ合衆国      | 2023   |                                                              | [ 上映 143 ] |
| ミッション:インポッシブル                           | Mission: Impossible                                                         | ブライアン・デ・パルマ     | アメリカ合衆国      | 1996   |                                                              | [ 上映 144 ] |
| ワイルド・スピード/ファイヤーブースト               | Fast X                                                                      | ルイ・ルテリエ             | アメリカ合衆国      | 2023   |                                                              | [ 上映 145 ] |
| ワイルド・スピード                                  | The Fast and the Furious                                                    | ロブ・コーエン             | アメリカ合衆国      | 2001   |                                                              | [ 上映 146 ] |
| さらば宇宙戦艦ヤマト 愛の戦士たち 4Kリマスター      | Farewell to Space Battleship Yamato (さらば宇宙戦艦ヤマト 愛の戦士たち)     | 松本零士 舛田利雄          | 日本                | 1978   | 『宇宙戦艦ヤマト』50周年特集 4Kリマスター素材の2K上映        | [ 上映 147 ] |
| 「宇宙戦艦ヤマト」という時代 西暦2202年の選択       | Star Blazers Chronicle 2202 (「宇宙戦艦ヤマト」という時代 西暦2202年の選択) | 佐藤敦紀 福井晴敏          | 日本                | 2021   | 『宇宙戦艦ヤマト』50周年特集                                 | [ 上映 148 ] |
| ヤマトよ永遠に                                      | Be Forever Yamato (ヤマトよ永遠に)                                          | 松本零士 舛田利雄          | 日本                | 1980   | 『宇宙戦艦ヤマト』50周年特集                                 | [ 上映 149 ] |
| ヤマトよ永遠に REBEL3199 第一章 黒の侵略            | Star Blazers 3199 (ヤマトよ永遠に REBEL3199 第一章 黒の侵略)                | 福井晴敏                   | 日本                | 2024   | 『宇宙戦艦ヤマト』50周年特集                                 | [ 上映 150 ] |
| ア・フュー・グッドメン                              | A Few Good Men                                                              | ロブ・ライナー             | アメリカ合衆国      | 1992   | コロンビア・ピクチャーズ100周年                              | [ 上映 151 ] |
| マイ・ガール                                        | My Girl                                                                     | ハワード・ジーフ           | アメリカ合衆国      | 1991   | コロンビア・ピクチャーズ100周年                              | [ 上映 152 ] |
| タクシードライバー                                  | Taxi Driver                                                                 | マーティン・スコセッシ     | アメリカ合衆国      | 1976   | コロンビア・ピクチャーズ100周年                              | [ 上映 153 ] |
| メン・イン・ブラック                                | Men in Black                                                                | バリー・ソネンフェルド     | アメリカ合衆国      | 1997   | コロンビア・ピクチャーズ100周年                              | [ 上映 154 ] |
| フック                                              | Hook                                                                        | スティーヴン・スピルバーグ | アメリカ合衆国      | 1991   | コロンビア・ピクチャーズ100周年 ロビン・ウィリアムズ没後10年 | [ 上映 155 ] |
| 未知との遭遇 ファイナル・カット版                   | Close Encounters of the Third Kind (Director's Cut)                         | スティーヴン・スピルバーグ | アメリカ合衆国      | 2002   | コロンビア・ピクチャーズ100周年                              | [ 上映 156 ] |
| クレイマー、クレイマー                              | Kramer vs. Kramer                                                           | ロバート・ベントン         | アメリカ合衆国      | 1979   | コロンビア・ピクチャーズ100周年                              | [ 上映 157 ] |
| トッツィー                                          | Tootsie                                                                     | シドニー・ポラック         | アメリカ合衆国      | 1982   | コロンビア・ピクチャーズ100周年                              | [ 上映 158 ] |
| ダ・ヴィンチ・コード                                | The Da Vinci Code                                                           | ロン・ハワード             | アメリカ合衆国      | 2006   | コロンビア・ピクチャーズ100周年                              | [ 上映 159 ] |
| セント・エルモス・ファイアー                        | St. Elmo's Fire                                                             | ジョエル・シュマッカー     | アメリカ合衆国      | 1985   | コロンビア・ピクチャーズ100周年                              | [ 上映 160 ] |
| イージー・ライダー                                  | Easy Rider                                                                  | デニス・ホッパー           | アメリカ合衆国      | 1969   | コロンビア・ピクチャーズ100周年                              | [ 上映 161 ] |
| ゴーストバスターズ                                  | Ghostbusters                                                                | アイヴァン・ライトマン     | アメリカ合衆国      | 1984   | コロンビア・ピクチャーズ100周年                              | [ 上映 162 ] |
| ゴーストバスターズ/フローズン・サマー               | Ghostbusters: Frozen Empire                                                 | ギル・キーナン             | アメリカ合衆国      | 2024   | コロンビア・ピクチャーズ100周年                              | [ 上映 163 ] |
| ザ・エージェント                                    | Jerry Maguire                                                               | キャメロン・クロウ         | アメリカ合衆国      | 1996   | コロンビア・ピクチャーズ100周年                              | [ 上映 164 ] |
| スタンド・バイ・ミー                                | Stand by Me                                                                 | ロブ・ライナー             | アメリカ合衆国      | 1986   | コロンビア・ピクチャーズ100周年                              | [ 上映 165 ] |
| アメイジング・スパイダーマン                        | The Amazing Spider-Man                                                      | マーク・ウェブ             | アメリカ合衆国      | 2012   | コロンビア・ピクチャーズ100周年                              | [ 上映 166 ] |
| ベスト・キッド3/最後の挑戦                          | The Karate Kid Part 3                                                       | ジョン・G・アヴィルドセン  | アメリカ合衆国      | 1989   | コロンビア・ピクチャーズ100周年                              | [ 上映 167 ] |
| グリーン・デスティニー                              | Crouching Tiger, Hidden Dragon                                              | アン・リー                 | アメリカ合衆国 中国 | 2000   | コロンビア・ピクチャーズ100周年                              | [ 上映 168 ] |
| ナチュラル                                          | The Natural                                                                 | バリー・レヴィンソン       | アメリカ合衆国      | 1984   | コロンビア・ピクチャーズ100周年                              | [ 上映 169 ] |
| バッドボーイズ                                      | Bad Boys                                                                    | マイケル・ベイ             | アメリカ合衆国      | 1995   | コロンビア・ピクチャーズ100周年                              | [ 上映 170 ] |

## 審査員
コンペティション
- トニー・レオン ( 香港/俳優) 審査員長
- エニェディ・イルディコー ( ハンガリー/映画監督)
- 橋本愛 ( 日本/俳優)
- キアラ・マストロヤンニ ( フランス/俳優)
- ジョニー・トー ( 香港/映画監督・プロデューサー)

アジアの未来
- ニア・ディナタ（英語版） ( インドネシア/映画監督・プロデューサー・脚本家)
- 山下宏洋 ( 日本/イメージフォーラム・フェスティバル ディレクター)
- 横浜聡子 ( 日本/映画監督)

エシカル・フィルム賞
- 齊藤工 ( 日本/俳優・映画監督)
- 第37回東京国際映画祭 学生応援団3名

## プログラミング・ディレクター ・作品選定コミッティメンバー
- プログラミング・ディレクター[37]
  - プログラミング・ディレクター: 市山尚三
  - シニア・プログラマー: 石坂健治
  - 「ジャパニーズ・アニメーション」部門 プログラミング・アドバイザー: 藤津亮太
  - 「ウィメンズ・エンパワーメント部門」シニア・プログラマー: アンドリヤナ・ツヴェトコビッチ
- 第37回東京国際映画祭 作品選定アドバイザリーボード[37]
  - 安藤紘平 (早稲田大学名誉教授)
  - 金原由佳 (映画ジャーナリスト)
  - 関口裕子 (映画ジャーナリスト)
- その他
  - 実行委員会委員長: 夏野剛[57]
  - チェアマン: 安藤裕康[57]
  - フェスティバル・ナビゲーター: 菊池凛子[19]

## 受賞結果
11月6日にTOHOシネマズ日比谷で行われたクロージングセレモニーにて各賞が発表された。
コンペティション
- 東京グランプリ/東京都知事賞 – 『敵』 - 吉田大八
- 審査委員特別賞 – 『アディオス・アミーゴ』 - イバン・D・ガオナ
- 最優秀監督賞 – 吉田大八 - 『敵』
- 最優秀女優賞 – アナマリア・ヴァルトロメイ - 『トラフィック』
- 最優秀男優賞 – 長塚京三 - 『敵』
- 最優秀芸術貢献賞 – 『わが友アンドレ』 - ドン・ズージェン（英語版）
- 観客賞 – 『小さな私』 - ヤン・リーナー（中国語版）

アジアの未来
- アジアの未来 作品賞 – 『昼のアポロン 夜のアテネ』 - エミネ・ユルドゥルム

エシカル・フィルム賞
- エシカル・フィルム賞[58][59] – 『ダホメ（英語版）』 - マティ・ディオップ

その他
- 特別功労賞[15] – タル・ベーラ ( ハンガリー/映画監督)
- 黒澤明賞[13] – 三宅唱 ( 日本/映画監督)、フー・ティエンユー（中国語版） ( 台湾/映画監督)